# Lake-Mburo-Nationalpark
Der Lake-Mburo-Nationalpark (englisch: Lake Mburo National Park) ist ein Schutzgebiet im westlichen Teil von Uganda und ist 370 km² groß.
Im Jahre 1933 erfolgte die Einrichtung eines Controlled Hunting Area (deutsch etwa: Kontrolliertes Jagdgebiet), das 1963 zum Game Reserve (deutsch: Wildreservat) erhoben wurde. Schließlich erfolgte 1983 die Errichtung des Nationalparks. Angehörige der Hema nutzten das Grasland auch nach Errichtung des Nationalparks für ihre Viehherden. Daraus entspann sich ein politischer Konflikt mit der Obote-Regierung, der auch zu Umsiedlung Widerstand leistender Bewohner führte, die für den erlittenen Landverlust keinen Ausgleich erhielten. Das brachte der Errichtung des Nationalparks kein vorteilhaftes Ansehen ein.
Im Jahre 1985 besetzten ehemalige Bewohner Gebiete des Nationalparks, zerstörten dabei Infrastruktureinrichtungen, vertrieben die Parkranger und töteten Tiere. Von der späteren NRM-Regierung wurde das Nationalparkterritorium 1986 neu festgelegt, das nun nur noch die Hälfte der ursprünglichen Fläche umfasste.